# Тюфякин, Григорий Васильевич (стольник)
Князь Григорий Васильевич Тюфякин — жилец, спряпчий и стольник во времена правления Алексея Михайловича, Фёдора Алексеевича, правительницы Софьи Алексеевны, Ивана V Алексеевича и Петра I Алексеевича.
Сын князя Василия Васильевича Тюфякина.

## Биография
Участник Смоленского похода в чине жильца, в полку князя Бориса Александровича Репнина (1655). На посольском съезде в Вильно с князем Никитой Ивановичем Одоевским, потом в Борисове в сотне князя Григория Афанасьевича Козловского (1657). Пожалован в стряпчие (07 января 1662) и был на службе в Новгороде в полку князя Бориса Александровича Репнина. Пожалован в стольники (1668) и был на службе в Севске и под Глуховым в полку князя Григория Семёновича Куракина и Петра Алексеевича Долгорукова. 
В чине стольника, дневал и ночевал при гробе царя Алексея Михайловича (20 января, 03 и 17 февраля 1670). Сопровождал царя Фёдора Алексеевича в осенних и зимних походах (1676). Был на Вологде для разбора ратных людей (1680). Дневал и ночевал при гробе царя Ивана V Алексеевича (05 февраля 1696).
Крупный землевладелец. Дана ему вотчина отца: Межениново и Сысоево в Тверском уезде (1664).  За ним справлены вотчины отца, бабушки княгини Матрёны и родных тёток: Стефаниды, Ульяны и Акулины в Оболенском уезде (1665). Получил имение отца село Ивановское (1671), которое перешло его родным внукам (1756).

## Семья
Жена: княжна Аграфена Григорьевна урождённая Нащокина, дочь думного дворянина Григория Борисовича Нащокина Помещица Московского и Нижегородского уездов.
- Сын: Фёдор Григорьевич — стольник царицы Прасковьи Фёдоровны (1696), воевода Саранска (1731), подполковник. Его правнуком был Пётр Иванович Тюфякин[3].
- Дочь: Мавра Григорьевна († 1722) — 2-я жена (с 1704) князя Щербатова Михаила Юрьевича, помещица села Крёкшино в Московском уезде, владелица имений Нижегородского, Костромского и Тверского уездов.
- Сестра: Фёкла Васильевна — жена стольника Колычева Ивана Яковлевича, получила в приданое вотчину брата в Тверском уезде.
- Сестра: Матрёна Васильевна — жена Вельяминова Ивана Силыча, получил в приданое деревню Сакшурино в Тверском уезде (вероятно, что муж И.В. Вельяминов-Зернов, погибший под Чигирином († 1678)[1].